# Farine d'os

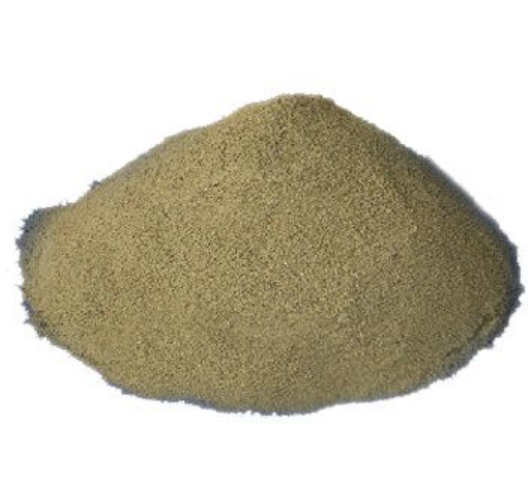
Farine d'os.

La farine d'os est une farine animale entièrement constituée d'os broyé (et/ou parfois de vertèbres et arêtes de poissons), produite à partir de déchets d'abattoir ou de l'industrie agroalimentaire et de la pêche. C'est une poudre brunâtre et odorante quand l'os n'a pas été dégraissé, sinon elle est blanche à blanchâtre. Elle peut contenir des morceaux plus ou moins gros d'os, selon le procédé de fabrication.
Les anglophones utilisent l'expression Bone meal, ou bone manure (littéralement « fumier d'os ») quand cette farine est strictement destinée à être utilisée comme engrais agricole ou de jardinage.

## Histoire, utilisations
Des farines d'os sont (ou ont été) vendues comme :
- engrais parfois dits « organiques », pour leur richesse en minéraux supposés particulièrement bioassimilables pour les sols et les plantes ;
- comme complément alimentaire ; Comme les coquilles d'huitres, la farine d'os a autrefois été utilisée comme un supplément de calcium alimentaire dans l'alimentation humaine (ce qui n'est plus recommandé).
- comme ingrédient ou complément alimentaire pour des animaux familiers, ou des animaux élevés en zoos et parcs animaliers[2]
- comme ingrédient ou complément alimentaire pour des animaux de rente (bovins, porcins, ovins, volailles, animaux de pisciculture)[3],[4].
- comme matière première pour (autrefois) produire de la gélatine et/ou de la colle[5].

La farine d'os est parfois calcinée avant d'être utilisée comme engrais ou additif alimentaire.
Ces usages sont anciens ; on lit par exemple dans le Farmer's Magazine des années 1860 :
« La Suède exposa aussi de la farine d'os préparée à la vapeur et faite avec des os qui sortent tout frais de la boutique du boucher, et qui partant contiennent encore toute leur gélatine. Il est reconnu que, donnée au bétail avec un mélange de farine, de son ou de gruau d'avoine, elle constitue un fort bon aliment. La ration est, par jour, pour le bétail adulte, d'un quart de livre et de deux onces pour les jeunes bêtes. On en donne aux poules, aux oies et à toutes les volailles en général, autant qu'elles peuvent en consommer, et on prétend que ce régime augmente chez elles la production des œufs. Les os qui ont moins de valeur sont passés à la vapeur et moulus pour faire de l'engrais, et préalablement on les fait bouillir pour en extraire la graisse. On fait aussi beaucoup de noir animal pour les raffineries, qui sont au nombre de douze. La poudre sert pour teindre en noir. Le prix de la poudre d'os pour l'alimentation du bétail est, à Stockholm, de 17 fr. 65 c. par quintal; pour engrais, de 10 fr. 63 c. à 12 fr. 80 c. ; de 20 fr. environ pour le noir animal. On exporte annuellement de Suède en moyenne 10,000 quintaux d'os ».

## Classification, sigles
Dans les statistiques, études ou rapports officiels, les farines animales (comprenant de la farine d'os) sont parfois désignées par les sigles :
- MMBM (pour « meat meal and bone meal », au sein de la FAO par exemple[8] ;
- FVO (pour « Farine de viande et d'os »).

## Aspects juridiques
Le droit des États-Unis considère que pour être classé et vendu comme engrais, un produit doit être un amendement du sol garantissent un apport minimal de nutriments et notamment en azote, phosphore et potassium) et pour être vendu comme produit « biologique » (pour le jardinage ou l'agriculture bio, il doit provenir de sources naturelles et non de la chimie de synthèse).

### Fraudes, analyses
En théorie, les produits alimentaires doivent pouvoir aujourd’hui en Europe être suivis de la fourche à la fourchette. 
Or, il est visuellement impossible de savoir de quels animaux (espèces et provenance géographique) proviennent les os qui ont servi à produire une farine mise sur le marché. 
Des farines peuvent être facilement frauduleusement modifiées.

### Produit à risque
Dans les années 1960, certains pays comme le Canada imposaient que les farines d'os importées aient été préalablement stérilisées, dans ce cas pour limiter les risques de transferts d'épidémie d'anthrax.
Certains déchets d'abattoirs peuvent être considérés comme produits à risque, par exemple dans un contexte de risque de contamination par l'anthrax, des prions pathogènes ou des métaux toxiques (plomb principalement) ou des radionucléides). 

Dans le cas des prions et dans le contexte de la crise de la vache folle, le risque était plus élevé avec les os provenant de mammifères ruminants et pour les os de la colonne vertébrale et du crâne ou contenant de la moelle.

### Tests
Des tests génétiques ou basés sur la biologie moléculaire (analyses de protéines ou de graisses) existent aujourd'hui. Des analyses isotopiques peuvent parfois aider à déterminer la provenance géographique des animaux dont les os ont été réduits en farine. Durant la crise de la vache folle, des tests ont été mis au point pour une détection rapide de farine de viande et d'os provenant de ruminants.
Des tests ou méthodes de détection d'adultération de farines d'os et de farines animales ont été mis au point ou proposés.

## Santé publique et risques écoépidémiologiques
Les farines d'os posent plusieurs problèmes de santé publique et de santé environnementale :
- Plomb : Les études sur le saturnisme humain et sur le saturnisme animal ainsi que sur la toxicité générale du plomb ont depuis plus d'un siècle montré que l'os est l'organe qui accumule le plus et le plus longtemps le plomb[14], particulièrement dangereux pour le fœtus, l'embryon et le jeune enfant..et donc pour la future mère, la femme enceinte ou allaitante. 
Malgré un certain nombre de réglementations visant à faire reculer le saturnisme (notamment lié aux peintures/céruses et sous-couches antirouilles à base de plomb), des études ont confirmé dans les années 1980 que de nombreuses préparations de farine d'os étaient encore contaminés par le plomb et d'autres métaux toxiques. 
L'os n'est donc plus recommandé comme source de calcium chez l'homme, mais de telles farines sont encore vendues pour les animaux familiers (chiens, chats) et la farine d'os, avec une variété d'autres produits dont de la farine de viande également issue d'abattoirs ou de l'industrie de la pêche sont encore très utilisés comme ingrédients ou compléments alimentaires riches en minéraux pour l'aquaculture, le bétail et la volaille, voire d'espèces de gibier (cervidés alimentés en forêt ou lisière, parfois avec un apport en sel et autres sels minéraux afin qu'ils produisent de plus beaux trophées pour la chasse).

- Prions : Parce que les traitements industriels de matières à risque ne garantissaient pas la destruction d'éventuels prions pathogènes, de telles pratiques ont été à l'origine de l'épidémie de vache folle (et peut-être d'une maladie proche (CWD pour chronic wasting disease) touchant les cervidés en Amérique du Nord) quand des farines d'os de ruminants ont été utilisées pour nourrir les mammifères monogastriques, et vice versa (dont en parcs zoologiques[15]). Le risque de propagation de l'encéphalopathie spongiforme bovine (ESB) ou « maladie de la vache folle » ou d'autres maladies à prions par cette voie peut être supprimé par une cuisson à haute température sous pression, ce qui réduit aussi le risque de contamination par des salmonelles[16]. 
Après le scandale de la vache folle, des farines d'os et animales ont été stockées puis progressivement détruites en grande quantité dans des incinérateurs[17]. 
Selon Johnson & al (2011)[18] le risque induit par le fait de nourrir des animaux (et indirectement des humains) avec des farines d'os persiste en ce qui concerne le risque de transmission de maladies à prion, car les prions liés à des microparticules (comme on peut en trouver dans ces farines) semblent beaucoup plus « infectieux » que ceux qui ne le sont pas.

- Digestibilité : Au-delà d'une certaine quantité, la farine de viande et d'os semble perturber la digestion. Par exemple chez des poulets, une ration alimentaire riche en farine de viande et en farine d'os augmente proportionnellement le pH du gésier et du nombre de bactéries Clostridium perfringens dans tout le tractus digestif[19].

## Fertilisant

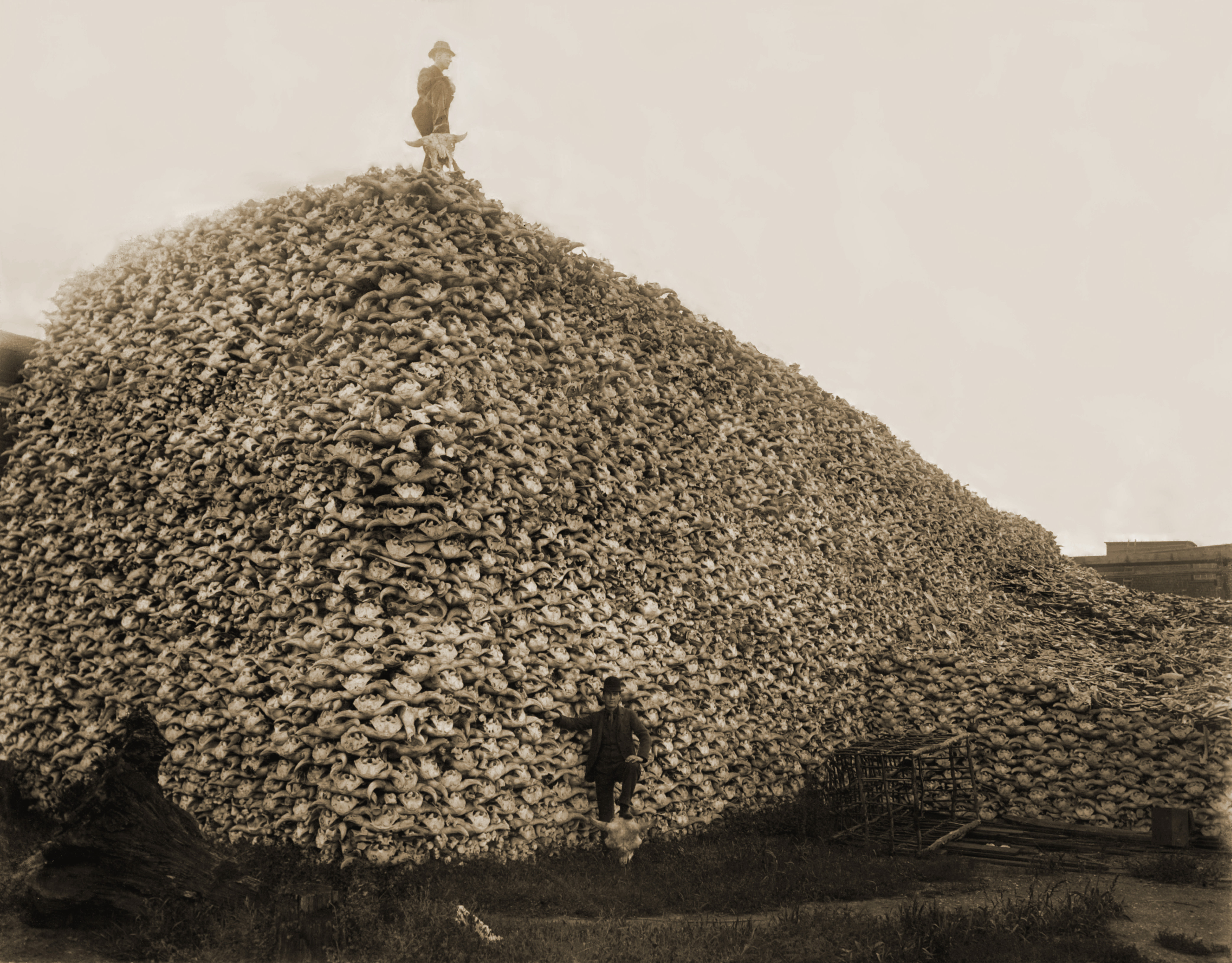
Pile de crânes de bisons nord-américains destinés à devenir du fertilisant agricole dans les années 1870.

Au XIXe siècle en Europe, il y a eu un commerce local et international florissant de farines d'os comme engrais, dont de farines provenant de crânes de bison américain, (ce qui a contribué à ce qu'il soit décimé).
Comme engrais, la farine d'os présente un rapport N-P-K (Azote-Phosphore-Potassium) déséquilibré ; généralement de 4-12-0, bien que certaines farines d'os aient par exemple été mesurées avec un ratio N-P-K de 1-13-0. 
C'est donc principalement une source de calcium supposé très biodisponible dans les sols acides, mais trop pauvre en azote pour présenter à elle seule un intérêt pour les plantes. 

De plus les plantes ne peuvent capter le phosphore de l'os que dans un sol au moins légèrement acide (pH inférieure à 7.0), mais dans un sol acide, le plomb ou d'autres métaux éventuellement importés avec l'os seront aussi plus biodisponibles pour la plante et les champignons ou la microfaune du sol. 
Des textes anciens (entre 1820 et 1831) présentent cet engrais comme inefficace ou efficace dans certains types de sol. Une source précise qu'un fabricant y ajoutait du salpêtre (nitrate minéral) pour en empêcher la fermentation et améliorer ses qualités d'engrais.
Les engrais organiques exigent habituellement la présente d'une variété de champignons symbiotiques des plantes dans le sol. Ces derniers permettent à la plante de bien assimiler les nutriments et certains oligo-éléments, en les rendant plus biodisponibles pour les radicelles. Certains champignons mycorhizateurs facilitent la pénétration  du phosphore dans la racine en décomposant préalablement les macromolécules qui en contiennent. Et en échange les plantes offrent aux mycorhizes des acides aminés et des sucres qu'ils ne peuvent synthétiser eux-mêmes.

## Divers
- La farine d'os joue un rôle important (comme engrais) dans le jeu vidéo Minecraft.